# Superammasso del Leone
Il Superammasso del Leone è un superammasso di galassie, situato nell'emisfero boreale, che si estende attraverso le costellazioni dell'Orsa Maggiore e del Leone. 
Copre approssimativamente un'area di 130 megaparsec di lunghezza per 60 megaparsec di larghezza. 
Il redshift dei membri del superammasso è compreso tra 0,032 e 0,043. 
L'ammasso di galassie più brillante del sistema è Abell 1185.
| Nome       | R.A. (J2000)  | Dec (J2000)  | Numero galassie | Redshift (z) | Distanza (milioni di anni luce) | Nomi alternativi                        |
| ---------- | ------------- | ------------ | --------------- | ------------ | ------------------------------- | --------------------------------------- |
| Abell 999  | 10h 23m 22.1s | +12° 50′ 48″ | 33              | 0,032        | 438                             | ZwCl 1020.1+1306, BAX 155.8422+12.8467  |
| Abell 1016 | 10h 27m 03.0s | +10° 58′ 41″ | 37              | 0,0322       | 436                             | ZwCl 1023.8+1056, BAX 156.7625+10.9782  |
| Abell 1139 | 10h 58m 04.3s | +01° 29′ 56″ | 36              | 0,0398       | 534                             | ZwCl 1055.4+0142, MCXC J1058.1+0135     |
| Abell 1142 | 11h 00m 48.9s | +10° 33′ 35″ | 35              | 0,0349       | 471                             | ZwCl 1058.6+1049, MCXC J1100.8+1033     |
| Abell 1177 | 11h 09m 43.1s | +21° 45′ 43″ | 32              | 0,0316       | 428                             | MCXC J1109.7+2145, BAX 167.3656+21.6954 |
| Abell 1185 | 11h 10m 46.8s | +28° 42′ 22″ | 52              | 0,0325       | 438                             | ZwCl 1105.3+2835, MCXC J1110.7+2842     |
| Abell 1228 | 11h 21m 39.7s | +34° 19′ 33″ | 50              | 0,0352       | 472                             | ZwCl 1117.6+3352, ClG 1118.8+3437       |
| Abell 1257 | 11h 26m 05.0s | +35° 19′ 30″ | 42              | 0,0344       | 462                             | ZwCl 1123.9+3541, ClG 1123.4+3537       |
| Abell 1267 | 11h 27m 56.7s | +26° 51′ 29″ | 37              | 0,0329       | 444                             | ZwCl 1125.5+2759, BAX 171.9862+26.8579  |
| Abell 1314 | 11h 34m 50.5s | +49° 03′ 28″ | 44              | 0,0335       | 447                             | ZwCl 1131.2+4923, ClG 1132.1+4920       |